# Ceracis singularis
Ceracis singularis es una especie de coleóptero de la familia Ciidae.

## Distribución geográfica
Se encuentra al este de América del Norte y en América central.